# 乔信明
乔信明（1909年3月—1963年9月4日），湖北大冶人，中国人民解放军将领、中国人民解放军开国少将。
1930年5月参加中国工农红军，曾经参加攻打长沙战役。1934年10月任红军北上抗日先遣队二十师参谋长，后被捕入狱，被方志敏营救。曾任中国人民解放军南京军区空军后勤部政委。1955年，授予中国人民解放军少将。
1963年9月4日下午在南京病逝，享年54岁。

## 参看
- 长子乔晓阳，全国人民代表大会常务委员会副秘书长
- 次子乔泰阳少将，中国人民解放军空军总后勤部原副部长